# Cycnidolon bruchi
Cycnidolon bruchi là một loài bọ cánh cứng trong họ Cerambycidae.